# Игала
Ига́ла (окпото (квотто), игара, атагара) — народ, проживающий в Центральной Нигерии, в штатах Бенуэ и Анамбра к югу от реки Бенуэ и к востоку от реки Нигер. Область между 6° 30 и 8° 40 сев. долготы, 6° 30 и 7° 40 вост. долготы, занимающая площадь около 13,7 тыс. кв. км. Численность игала приблизительно 2 миллиона человек. Они являются главной этнической группой нигерийского штата Коги, кроме того проживают в Дельте, Анамбра и Эдо (Исмагилова 1999:).

## Язык и религия

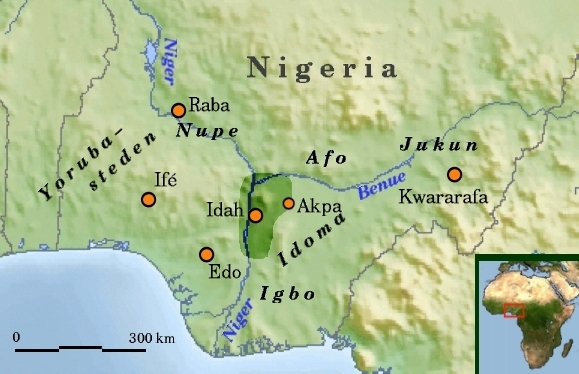
Территория проживания игала в Нигерии

Язык игала относится к йорубоидной ветви бенуэ-конголезской семьи. Выделяют несколько основных диалектов игала — центральный, ида, эбу, ибаджи и анкпа. Также народ игала говорит на языках хауса и игбо. Письменность на латинской графической основе. Большинство игала придерживаются традиционных верований, а также некоторых религий, включая ислам, христианство и анимизм (Минц 2007: 186).

## Википедия на языке игала
Существует раздел Википедии на языке игала («Википедия на языке игала»), первая правка в нём была сделана в 2024 году. По состоянию на 11:19 (UTC) 20 марта 2025 года раздел содержит 678 статей (общее число страниц — 1043); в нём зарегистрировано 786 участников, один из них имеет статус администратора; 16 участников совершили какие-либо действия за последние 30 дней; общее число правок за время существования раздела составляет 28 022.

## История и общество
Игала считают, что имеют общее происхождение с йоруба. Управляет игала ата («священный царь»), которому подчиняются вожди разных рангов. В обществе сохраняются традиционные социальные структуры, такие как большесемейные общины, патрилинейная родовая организация, тайные мужские общества, танцевальные союзы (Асоян 1974: 40).

## Занятия
Основным занятием игала является ручное подсечно-огневое земледелие, выращивая ямс, кукурузу, сорго, просо, овощи, хлопок, какао. Скотоводство (крупный рогатый скот, овцы, козы) играет подсобную роль. Земледелием занимаются в основном женщины, мужчины расчищают земельные участки и пасут скот. Также игала занимаются сбором плодов масличной пальмы и каучука, распространены охота и рыболовство. Изготовляют кожаные изделия, рыболовные сети, гончарную посуду для собственного потребления (Минц 2007: 186)

## Культура
Большинство поселений сельского типа, не имеющих чёткого планирования. Нескольких хижин, круглых в плане, с конической крышей и глинобитными стенами, образуют домохозяйство.
В традиции игала, младенцы получают три глубоких горизонтальных пореза на каждой стороне лица, немного выше углов их ртов, как способ идентификации друг друга. Однако, эта практика становится менее обычной.
Одежда игала — кусок ткани, обёрнутый вокруг бёдер, один её конец перекинут через плечо. Распространена одежда хаусанского типа.
Основой национальной кухни является растительная пища — каши, похлёбки, варёные и печёные овощи и клубнеплоды, заправленные пальмовым маслом.
Развита календарная обрядность. Самым большим праздником народа считается фестиваль эгу, посвящённый поминовению предков, а также охотничья церемония очо. Популярны среди игала различные культы сил природы, магия, ведовство.